# Playing God (песня)
«Playing God» — пятый и последний сингл американской рок-группы Paramore с третьего студийного альбома Brand New Eyes.

## Общая информация
Песня была написана Хейли Уильямс и Джошем Фарро и спродюсирована Робом Кавалло. Запись происходила в Хидден-Хиллз с января по март. В октябре 2010 года на сайте Alter the Press! было объявлено, что «Playing God» будет следующим синглом Paramore. Выпуск состоялся 15 ноября 2010 года на лейбле Fueled by Ramen только в Великобритании.
Хейли Уильямс призналась, что во время записи композиции была очень зла, и что главной темой является вопрос веры. Подобная тематика встречается не раз в рок-музыке, например, у Джоан Осборн в песне One Of Us.

## Список композиций
- Digital Download[6]

1. «Playing God» — 3:02

## Чарты
| Чарт (2010)                    | Позиция |
| ------------------------------ | ------- |
| UK Singles Chart               | 103     |
| UK Rock Chart                  | 5       |
| Top 50 Singles                 | 18      |
| Bubbling Under Hot 100 Singles | 1       |